# Arne Springorum
Arne Springorum (* 3. srpna 1972 Barnstorf, Západní Německo) je český aktivista německého původu a podnikatel žijící v Praze. Pochází z Barnstorfu v Dolním Sasku. V Cáchách vystudoval geologii a na francouzské College des Ingénieurs získal titul MBA. Poté pracoval jako geolog. V Chorvatsku se seznámil se svojí současnou ženou Olgou a v roce 2008 za ní na trvalo přesídlil do Česka. Mluví plynně německy a česky. V roce 2019 vedl poradenskou firmu působící v oblasti energetických úspor. Spoluzaložil českou odnož Poslední generace. Na podzim roku 2021 se účastnil protestních blokád ve Velké Británii, za které mu v roce 2022 udělil londýnský soud podmínku na 6 měsíců. Od dubna 2023 pokračoval účastí na blokádách v Německu a České republice (některé české sám zorganizoval). V Praze se zasazuje o snížení rychlosti na 30 km v hodině. Prohlašuje, že záměrem aktivit je štvát lidi a polarizovat společnost za účelem zesílení povědomosti o klimatickém kolapsu.